# Llista de parcs i jardins de París
La llista de parcs i jardins de París inclou els jardins, parcs i boscos de París, França:

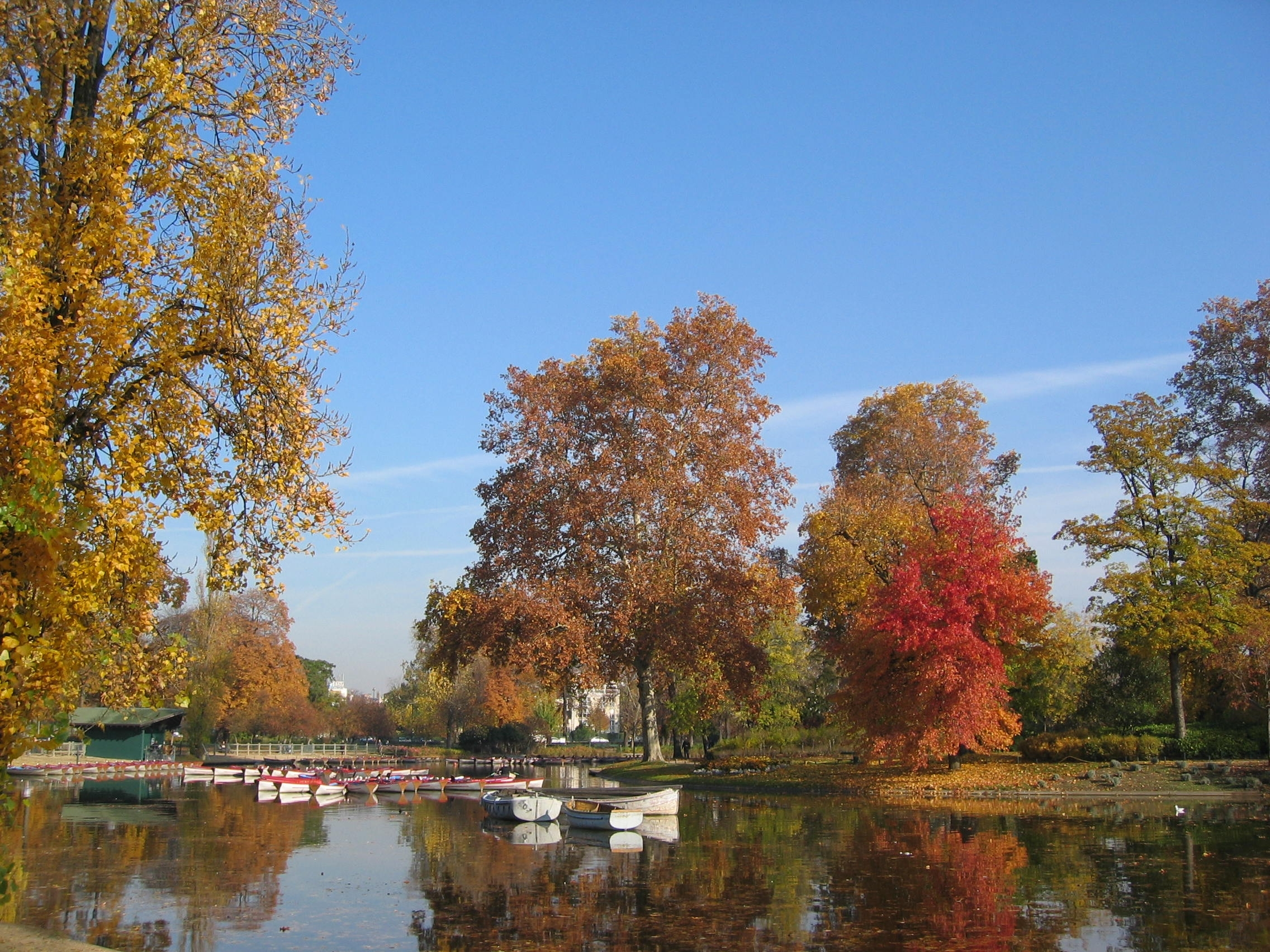
Bosc de Vincennes

## Boscos

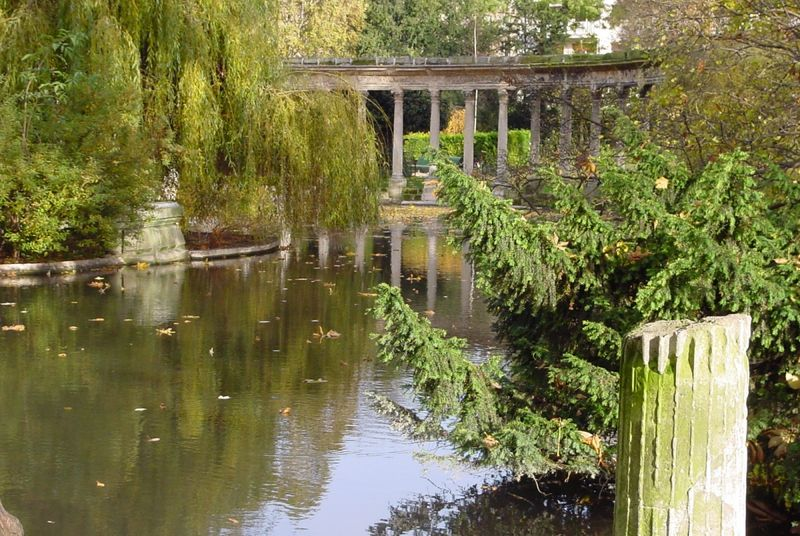
Parc Monceau

- Bois de Boulogne.
- Bois de Vincennes.

## Parcs

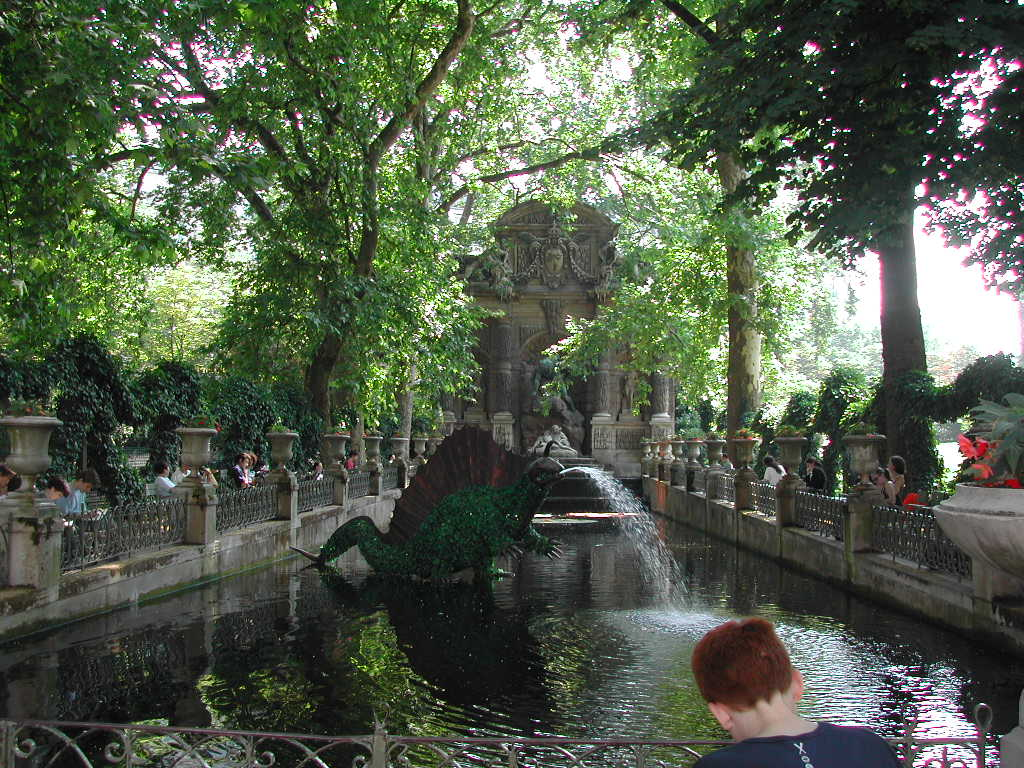
Jardin du Luxembourg

- Parc André-Citroën
- Parc de Bagatelle
- Parc de Belleville
- Parc de Bercy
- Parc Georges-Brassens
- Parc de la Butte-du-Chapeau-Rouge
- Parc des Buttes-Chaumont
- Parc du Champ-de-Mars
- Parc de Choisy
- Parc Esplanade des Invalides
- Parc Floral
- Parc Kellermann
- Parc Monceau
- Parc Montsouris
- Parc Sainte-Périne
- Parc de la Villette

## Jardins

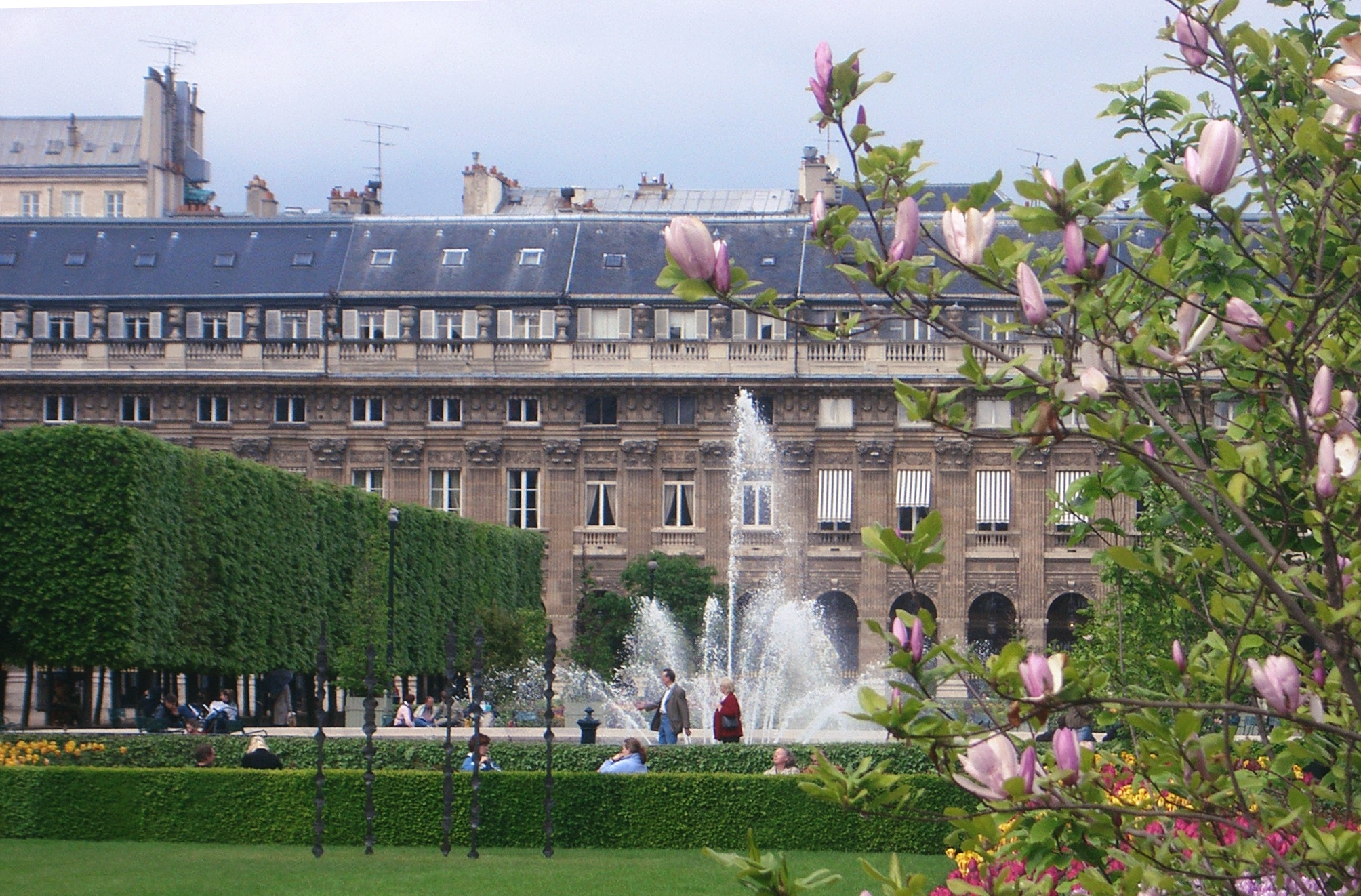
Jardin du Palais Royal

- Jardin d'Acclimatation
- Jardin de Jerevan
- Jardin de l'Arsenal
- Jardin Atlantique
- Jardins de l'avenue Foch
- Cours-la-Reine
- Jardin Pré Catelan
- Jardin Catherine-Labouré
- Jardin des Halles
- Jardin du Luxembourg
- Jardin naturel
- Jardin du Palais Royal
- Jardin des Plantes
- Promenade plantée
- Jardin du Ranelagh
- Jardin des serres d'Auteuil
- Jardin Shakespeare
- Jardin Tino-Rossi
- Jardin du Trocadéro
- Jardin des Tuileries
- Jardin Villemin